# Italiens Grand Prix 1972
Italiens Grand Prix 1972 var det tionde av tolv lopp ingående i formel 1-VM 1972. 

## Resultat
1. Emerson Fittipaldi, World Wide Racing (Lotus-Ford), 9 poäng
2. Mike Hailwood, Surtees-Ford, 6
3. Denny Hulme, McLaren-Ford, 4
4. Peter Revson, McLaren-Ford, 3
5. Graham Hill, Brabham-Ford, 2
6. Peter Gethin, BRM, 1
7. Mario Andretti, Ferrari
8. Jean-Pierre Beltoise, BRM
9. Ronnie Peterson, March-Ford
10. Mike Beuttler, Clarke-Mordaunt-Guthrie (March-Ford)
11. Howden Ganley, BRM
12. Reine Wisell, BRM
13. Niki Lauda, March-Ford

### Förare som bröt loppet
- Jacky Ickx, Ferrari (varv 46, elsystem)
- Chris Amon, Matra (38, bromsar)
- Andrea de Adamich, Surtees-Ford (33, bromsar)
- Wilson Fittipaldi, Brabham-Ford (20, upphängning)
- John Surtees, Surtees-Ford (20, bränslesystem)
- Tim Schenken, Surtees-Ford (20, snurrade av)
- Clay Regazzoni, Ferrari (16, kollision)
- Carlos Pace, Williams (March-Ford) (15, kollision)
- Carlos Reutemann, Brabham-Ford (14, upphängning)
- François Cévert, Tyrrell-Ford (14, motor)
- Nanni Galli, Tecno (6, motor)
- Jackie Stewart, Tyrrell-Ford (0, koppling)

### Förare som ej kvalificerade sig
- Henri Pescarolo, Williams (March-Ford)
- Derek Bell, Tecno